# Tomaszowski Kurier Polski
Tomaszowski Kurier Polski – polskojęzyczne czasopismo lokalne niegdyś wydawane w Tomaszowie Mazowieckim. Pierwszy numer ukazał się 1 czerwca 1925 roku. Zdaniem Jastrzębskiego, czasopismo tomaszowskie było mutacją warszawskiego Kuriera Polskiego. Numer liczył zazwyczaj 10 stronic, rzadziej 12. Materiały lokalne były umieszczane na stronicy pierwszej (tytułowej) i ostatniej. Ukazało się 121 numerów pisma (do dnia 1 października 1925 roku). Najprawdopodobniej wydawanie czasopisma po tym terminie zostało zaniechane. 
Czasopismo było drukowane w Tomaszowie Mazowieckim w zakładzie poligraficznym Wolfa Handwergera (1867-1935). Wydawcą i redaktorem naczelnym był Henryk Różycki (1883-1942?).   